# 県道116号 (台湾)
県道116号（けんどう116ごう）は、桃園市亀山区から新北市板橋区を結ぶ、全長5.399kmの台湾の県道である。県道114号と重複区間がある。

## 通過する自治体
- 桃園市
  - 亀山区
- 新北市
  - 樹林区
  - 新荘区
  - 板橋区

## 接続する道路
- 台1線
- 台1甲線
- 市道107号
- 県道114号
- 台3線